# Віллістаун Тауншип (округ Честер, Пенсільванія)
Віллістаун Тауншип (англ. Willistown Township) — селище (англ. township) в США, в окрузі Честер штату Пенсільванія. Населення — 11 273 особи (2020).

## Демографія
Згідно з переписом 2010 року, у селищі мешкало 10 497 осіб у 4237 домогосподарствах у складі 2983 родин. Було 4500 помешкань
Расовий склад населення:
| - 93,3 % — білих - 3,6 % — азіатів - 2,1 % — чорних або афроамериканців |

До двох чи більше рас належало 0,8 %. Частка іспаномовних становила 1,5 % від усіх жителів.
За віковим діапазоном населення розподілялося таким чином: 20,3 % — особи молодші 18 років, 59,4 % — особи у віці 18—64 років, 20,3 % — особи у віці 65 років та старші. Медіана віку мешканця становила 48,2 року. На 100 осіб жіночої статі у селищі припадало 90,5 чоловіків;  на 100 жінок у віці від 18 років та старших — 87,4 чоловіків також старших 18 років.
Середній дохід на одне домашнє господарство  становив 145 396 доларів США (медіана — 100 147), а середній дохід на одну сім'ю — 177 491 долар (медіана — 123 942). Медіана доходів становила 85 021 долар для чоловіків та 58 944 долари для жінок. За межею бідності перебувало 4,4 % осіб, у тому числі 6,3 % дітей у віці до 18 років та 4,1 % осіб у віці 65 років та старших.
Цивільне працевлаштоване населення становило 5580 осіб. Основні галузі зайнятості: освіта, охорона здоров'я та соціальна допомога — 25,4 %, науковці, спеціалісти, менеджери — 20,3 %, фінанси, страхування та нерухомість — 12,8 %, виробництво — 9,6 %.